# Skyforger (альбом)
Skyforger (с англ. «Кузнец небес») — девятый студийный альбом финской рок/метал-группы Amorphis.

## Список композиций
| №   | Название                      | Длительность |
| --- | ----------------------------- | ------------ |
| 1.  | «Sampo»                       | 6:08         |
| 2.  | «Silver Bride»                | 4:13         |
| 3.  | «From the Heaven of My Heart» | 5:20         |
| 4.  | «Sky Is Mine»                 | 4:20         |
| 5.  | «Majestic Beast»              | 4:19         |
| 6.  | «My Sun»                      | 4:04         |
| 7.  | «Highest Star»                | 4:44         |
| 8.  | «Skyforger»                   | 5:15         |
| 9.  | «Course of Fate»              | 4:15         |
| 10. | «From Earth I Rose»           | 5:04         |
| 11. | «Godlike Machine»             | 5:19         |
| 12. | «Separated»                   | 4:19         |

## Над альбомом работали

### Создатели альбома
| - Tomi Joutsen — голос, вокал, гроулинг - Tomi Koivusaari — ритм-гитара - Esa Holopainen — лидер-гитара - Niclas Etelävuori — бас-гитара, бэк-вокал - Santeri Kallio — клавишные, синтезатор, электропианино и орган - Jan Rechberger — ударные; | - Iikka Kahri — флейта и саксофон - Jouni Markkanen — бэк-вокал - Peter James Goodman — бэк-вокал - Tommi Salmela — бэк-вокал - Marko Hietala — бэк-вокал, vocal production - Sami Koivisto — звукорежиссер - Mika Jussila — мастеринг - Mikko Karmila — mixing - 伊藤政則 (Itoh Masanori) — Japanese liner notes | - Pekka Kainulainen — основной автор - Erkki Virta — адаптация материала - 国田ジンジャ一 (Ginger Kunita) — адаптация японской лирики - Travis Smith — оформление альбома - Denis Goria — фотограф |